# Sylvie Chalaye
Sylvie Chalaye est une historienne française du théâtre et anthropologue des représentations de l’Afrique et du monde noir dans les arts du spectacle. Elle est spécialiste des dramaturgies afro-contemporaines et s’intéresse aux esthétiques jazz, de la comédie musicale hollywoodienne aux expressions scéniques issues du hip-hop. Elle est l'auteure de plusieurs travaux sur l’imaginaire colonial au théâtre et divers ouvrages sur les scènes et dramaturgies afro-caribéennes.

## Biographie

### Carrière universitaire
Sylvie Chalaye enseigne à l'université Sorbonne-Nouvelle, en qualité de professeure et directrice de recherche, et y co-dirige l'Institut de Recherche en Études Théâtrales. Elle crée 2007 le laboratoire « Scènes francophones et écritures de l’altérité » (SeFeA) dont le programme est consacré aux dramaturgies traversées par l’histoire coloniale et l’histoire des migrations et interroge les esthétiques de l’altérité.
Membre associé du Laboratoire de Recherches sur les Arts du Spectacle du CNRS, elle a également publié plusieurs études consacrées à des metteurs en scène, comme Jean-Marie Serreau, Didier-Georges Gabilly, Dominique Pitoiset, Jean-François Sivadier ou Thomas Ostermeier. 

### Œuvre
Elle signe La France noire avec Pascal Blanchard en 2011. Elle participe à Exhibitions, l’invention du sauvage aux éditions Actes Sud, à la série Artistes de France venus des quatre coins du monde pour France Télévisions et en 2018 au volume Sexe, race et colonies : la domination des corps du XVe siècle à nos jours aux éditions La Découverte.  
Elle est la directrice du volume Cultures noires : la scène et les images (Africultures, 2013) et est l’auteure de Corps marron. Les poétiques de marronnage des dramaturgies afro-contemporaines, publié chez Passage(s) en 2018. Elle est également co-directrice scientifique de Sexualité, identité et corps colonisés paru aux éditions du CNRS en 2019. Son dernier ouvrage, Race et théâtre. Un impensé politique, a paru chez Actes Sud.

### Ouvrages (y compris éditions critiques et traductions)
- Sylvie Chalaye. Thomas Ostermeier Actes Sud / Tipar TNTm , 79 p., 2014[2]
- Sylvie Chalaye, Pascal Blanchard, . Et Alii. La France noire : présence et migrations des Afriques, des Amériques et de l'océan indien en France.  La Découverte, 2012. [3]
- Sylvie Chalaye Afrique noire et dramaturgies contemporaines : Le syndrome Frankenstein Éditions Théâtrales, 2004, Coll. "Passages francophones". [4]
- Sylvie Chalaye. L'Afrique noire et son théâtre au tournant du XXe siècle Presses Universitaires de Rennes 2001[5].
- Sylvie Chalaye. Du noir au nègre : L’image du noire au théâtre de Marguerite de Navarre A Jean Genet (1550-1960). L'Harmattan, 1998. [6]

### Chapitres d'ouvrages
- Raphaëlle Tchamitchian, Sylvie Chalaye. « L’écrit surgi du jazz chez Léonora Miano ». Esthétique(s) Jazz : la scène et les images, Écriture et improvisation, 1,  Passage(s), 2016
- Sylvie Chalaye. « Les marronnages des théâtres afro-caribéens face aux identités d’assignation », Thomas Capitelli, Daniela Ricci et Thierno Ibrahima (dir.). Arts, négritudes et métamorphoses identitaires, L'Harmattan, 2016.
- Sylvie Chalaye. .« L’invention théâtrale de « la Vénus noire » et ses avatars scéniques de Saartjie Baartman à Josephine Baker ». Nathalie Coutelet et Isabelle Moindrot (dir.). L’altérité en spectacle 1789-1918,  Presses Universitaires de Rennes, 2015.
- Sylvie Chalaye. « Sacrifice et Eucharistie dans le théâtre de Koffi Kwahulé ». Carole E. Edwards (dir.). Le sacrifice dans les littératures francophones, Brill / Rodopi, 2014.
- Sylvie Chalaye.  « Le théâtre de Tarzan ou les Folies-Bergère de la jungle d’Hollywood ». Agathe Torti Alcayaga et Christine Kiehl (dir.). Théâtre, destin du cinéma / Théâtre, levain du cinéma, Le Manuscrit, p. 185-195, 2013.
- Sylvie Chalaye. « Entertainment, Theater, and the Colonies (1870-1914) ». Pascal Blanchard, Dominic Thomas et alii (dir.). Colonial Culture since the Revolution, Indiana University Press, 2013.

### Direction d'ouvrages
- Fanny Robles, Gilles Boëtsch, Nicolas Bancel, Pascal Blanchard, Sylvie Chalaye, et al.. Sexualités, identités & corps colonisés. CNRS Editions. 2019
- Sylvie Chalaye, Dominique Traoré, Pénélope Dechaufour, Edwige Gbouablé. Théâtres d'Afrique au féminin. Africultures la revue, L'Harmattan, 2016,
- Sylvie Chalaye, Pierre Letessier. « Ecriture et improvisation : le modèle jazz ? ». Sylvie Chalaye et Pierre Letessier (dir.). Esthétiques jazz : la scène et les images, Passage(s), 2016
- Pénélope Dechaufour, Sylvie Chalaye. Afropea, un territoire culturel à inventer Pénélope Dechaufour (dir.) Africultures la revue, L'Harmattan, 2015
- Sylvie Chalaye, Réka Toth. Corps et voix d'Afrique francophone et ses diasporas : Poétiques contemporaines et oralité. Revue d'Etudes Françaises, 2013
- Sylvie Chalaye. Culture(s) noire(s) en France : la scène et les images. Africultures la revue, L'Harmattan, 2013
- Sylvie Chalaye. Traces noires de l'histoire en occident. Africultures la revue, L'Harmattan, 2005,
- Sylvie Chalaye. Nouvelles dramaturgies d'afrique noire francophone. Presses Universitaires de Rennes, 2004.
- Sylvie Chalaye. Ombres de la rampe : les comédiens noirs de la scène française. Théâtre de Gennevilliers, 2004, Théâtre / Public n°172.
- Sylvie Chalaye. Monde noir et scènes contemporaines (Afrique, Caraïbes, Océan Indien, Nouvelle Calédonie). Africultures la revue, L'Harmattan, 2002
- Sylvie Chalaye. L'africanite en questions. Africultures la revue, L'Harmattan, 2001
- Sylvie Chalaye. Afrique noire : écritures contemporaines d'expression française. France. Théâtre de Gennevilliers, 2001, Théâtre / Public n°158
- Sylvie Chalaye. Tirailleurs en images. Africultures la revue, L'Harmattan, 2000
- Sylvie Chalaye. Acteurs noirs. Africultures la revue, L'Harmattan, 2000
- Sylvie Chalaye. La traite : un tabou en Afrique ?. Africultures la revue, L'Harmattan, 1999
- Sylvie Chalaye. Théâtres en écritures ,Volume consacré au Festival des Francophonies de Limoges à l’occasion de son 15e anniversaire. Africultures la revue, L'Harmattan, 1998

### Publications
- Sylvie Chalaye Corps marron. Les poétiques de marronnage des dramaturgies afro-contemporaines, Passage(s), 2018
- Sylvie Chalaye, Pierre Letessier Dessiner Jazz, Passage(s), 2018
- Sylvie Chalaye, Pierre Letessier Rires de jazz, Passage(s), 2017

## Récompense
- Prix Jamati